# Le juge est une femme
Le juge est une femme és una sèrie de televisió francesa, creada per Noëlle Loriot i emesa des de l'11 de novembre de 1993 a TF1. Aquesta és l'adaptació de la trilogia literària de Noëlle Loriot, i recull les investigacions realitzades per les jutges d'instrucció Florence Larrieu i després Alice Nevers, totes dues assistides per agents de la policia judicial.
Es compon de dos períodes: Florence Larrieu : Le juge est une femme (1993-2002) i Alice Nevers: Le juge est une femme (2002-2022). Florence Larrieu : Le juge est une femme, emès de l'11 de novembre de 1993 al 13 de maig de 2002 en 17 capítols, compta amb la jutge instructor Florence Larrieu, interpretada per Florence Pernel. Marine Delterme la substitueix en el paper d'Alice Nevers a partir del 2 de setembre de 2002 i la sèrie passa a anomenar-se 'Alice Nevers: Le juge est une femme.
L'any 2021, la productora anuncia la producció dels dos últims episodis que tancaran definitivament la sèrie. L'11 de gener de 2021, TF1 formalitza el final de la sèrie. Per al canal, els públics objectiu s'havien tornat insuficients.

## Repartiment

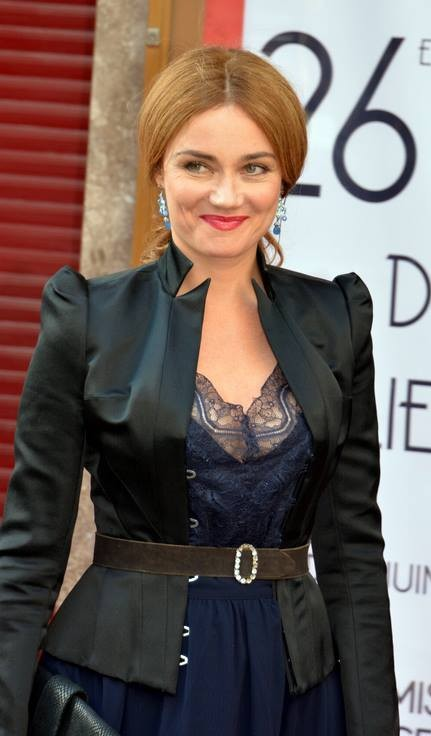
Marine Delterme (Alice Nevers).

- Marine Delterme: Alice Nevers, jutgessa (temporades 1 a 16), fiscal adjunta (temporades 17 i 18)[4]i fiscal (temporada 19)
- Guillaume Carcaud: Victor Lemonnier, nebot d'Édouard Lemonnier; secretari judicial (temporades 10 a 16) i adjunt del fiscal adjunt (temporades 17 i 18)
- Jean Dell: Édouard Lemonnier (temporades principals 1-9, temporades 10, 12 i 19 -convidat-)
- Richaud Valls: Tinent Forette (temporada 1)
- Arnaud Binard: Tinent Sylvain Romance (temporades 2 a 5, temporada 19 -convidat-)
- Alexandre Brasseur: Tinent Guérand (temporades 2 a 5)
- Jean-Michel Tinivelli: comandant Frédéric "Fred" Marquand (temporades 6 a 19)
- Grégori Baquet: Tinent Ludovic (temporada 6)
- Noam Morgensztern: Tinent Max Cohen (temporades 7-11)
- Ahmed Sylla: Tinent Noah Diacoune (temporades 12 a 13, temporada 14 -convidat-)
- Gary Mihaileanu: Tinent Djibril Kadiri (temporada 14 a 18)
- Amélie Robin: Tinenta Pascaline Turquet (temporada 19)
- Laurent Gamelon: comissari Malaterre (temporada 19)
- Karina Testa: Capitana Léa Delcourt, policia del SDLP (temporades 13-15)
- Daniel-Jean Colloredo: metge forense (temporades 1 a 15 -recurrent-, temporada 19 -convidat-)
- Loïc Legendre: Doctor Jérôme Ravalec, metge forense (temporades 15 a 18 -recurrent-, temporada 19 -convidat-)
- Sabine Pakora: Doctor Ambre Diop, metgessa forense (temporada 19)
- Anne-Marie Philipe: presidenta del tribunal (temporades 1 a 3)
- Catherine Alcover: presidenta del tribunal (temporades 4 a 5)
- Paul Barge (temporada 1) i després Pierre Santini (temporades 2 a 19): pare d'Alice Nevers
- Alexandre Varga: Mathieu Brémont, company d'Alice (temporades 6 a 7 -convidat-, temporades 8 a 11 -recurrent-, temporades 17 a 19 -convidat-)